# عبد الحميد أنيس
عبد الحميد أنيس ( 5 مايو 1938- 15 أغسطس 2015 ) هو ممثل مصري، بدأ مشواره الفني في السبعينيات من القرن الماضي وأدى عشرات الأدوارا الثانوية في السينما والتليفزيون و المسرح.

## أعماله

### أفلام
| - عودة الندلة:2006- (شوقي حسين المحامي) - أمير الظلام:2002 - رحلة مشبوهة:2001 - رسالة إلى الوالي:1998- (ضابط بريطاني) - الغاضبون:1996- (جابر) - بخيت وعديلة 2: الجردل والكنكة:1996 - ناصر 56:1996- (عميد جيش) - اغتيال فاتن توفيق:1995 - غريب في الميناء:1995 - آه .. وآه من شربات:1992- (لواء شرطه) - السجينة 67: 1992 - نوع آخر من الجنون:1992 - عنبر الموت:1989- (ضابط المباحث) - حكاية تو:1989- (ضابط شرطة) - الشاويش حسن:1988 - الحب أيضا يموت:1988 - شاهد إثبات:1987 - السادة الرجال:1987 - الوزير جاي:1986- (موظف) - الانتقام:1986 - عصر الذئاب:1986 - المنتقمون:1985- (أمين المزور) | - بصمات فوق الماء:1985 - أولاد الأصول:1985- (ضابط شرطة) - النصابين:1984 - الثعلب والعنب:1984 - إحنا بتوع الإسعاف:1984- (ضابط شرطه) - الراجل اللي باع الشمس:1983 - انهم يسرقون الارانب:1983 - الذئاب:1983- (وكيل النيابه) - الجواز للجدعان:1983 - بريق عينيك:1982 - فتوات بولاق:1981 - ضربة شمس:1980- (صلاح) - دموع بلا خطايا:1980 - سأعود بلا دموع:1980 - الملاعين:1979- (الطبيب) - دعوني انتقم:1979 - الشك يا حبيبي:1979 - شباب يرقص فوق النار:1978 - كلهم في النار:1978 - ليالي ياسمين:1978 - طائر الليل الحزين:1977 | - أفواه وأرانب:1977- (كريم) - بص شوف سكر بتعمل ايه:1977 - الشياطين:1977 - الأزواج الشياطين:1977 - إلى المأذون يا حبيبي:1977 - عالم عيال عيال:1976- (ضابط البوليس) - أزواج طائشون:1976 - شوق:1976 - حكمتك يارب:1976- (الدكتور حسني شاهين) - توحيده:1976 - الضحايا:1975 - صابرين:1975 - يوم الأحد الدامي:1975 - حتى اخر العمر:1975 - الحب تحت المطر:1975 - الرصاصة لا تزال في جيبي:1974 - رجال بلا ملامح:1972- (ضابط قسم الشرطة) - بلا رحمة:1971 - ولد وبنت والشيطان:1971 - انت اللي قتلت بابايا:1970 - أحلام رجل يموت بطيئا |

### مسلسلات
| - حكايات رمضان أبو صيام:2009- (البرنس) - عزيز على القلب:2008- (لواء بالمعاش) - نسيم الروح:2008 - علي مبارك:2008 - أمير الشرق عثمان دقنة:2007 - العمر بالمقلوب:2006 - ينابيع العشق:2005 - عباس الأبيض في اليوم الأسود:2004- (محامي بيبرس) - المرأة في الإسلام:2003 - شاطيء الخريف:2003 - الإمبراطور:2002 - سيف اليقين:2002 - فارس العرب سيف الدين الحمداني:2002 - فارس بلا جواد:2002- (القنصل الإنجليزي) - قسمتي ونصيبي:2001 - نجوم في سماء الحضارة الإسلامية:2001 - الفرار من الحب:2000 - الفسطاط:2000 - حروف النصب:2000 - زمن العطش:2000 - العائلة والناس:2000- (قبطان السفينه) - الرجل الآخر:1999- (صديق مختار) - نسر الشرق(ج1، 2): 1999، 2000 - الليث بن سعد:1999 | - أم كلثوم:1999- (صاحب شركة اسطوانات يهودي) - أوراق مصرية (ج1):1998 - أوراق من المجهول:1998 - يوميات ونيس (ج5):1998 - رياح الشرق:1998- (دواجيلار) - رد قلبي:1998- (السفير البريطاني) - دمي ودموعي وإبتسامتي:1997 - زيزينيا (الولي والخواجة):1997- (براين) - القضاء في الإسلام (ج7):1997 - أبو حنيفة النعمان:1997- (يزيد بن عمر بن هبيرة) - أبو العلا 90:1996 - الأبطال (ج1، 2):1996، 1998- (ديبون) - الحفار:1996- (هر يجن) - أحلام كو:1996 - الخروج من المأزق:1995 - لا:1994 - قشتمر:1994 - أيام المنيرة:1994 - الفرسان:1994 - غاضبون وغاضبات:1993 - قلب الأسد:1993 - الوعد الحق:1993- (الاسود بن عبد يغوث) - الحضارة العربية الإسلامية:1993 | - دموع صاحبة الجلالة:1993- (مدير الأمن العام) - حكاية شفيقة ومتولي:1993 - القضاء في الإسلام (ج3، 4):1991، 1993 - ألف ليلة وليلة:1991 - ضحى:1990 - مذكرات زوج:1990 - رحلة فطوطة السحرية:1989 - أنا وانت وبابا في المشمش:1989 - ألف ليلة وليلة (الأشكيف وست الملاح):1989 - الكهف و الوهم والحب:1989- (ضابط إنجليزي) - نار ودخان:1988 - رأفت الهجان (ج1):1988- (محقق شرطة) - بنات الأصول:1988 - لا إله إلا الله (ج4):1988 - وشاءت الأقدار:1987 - صرخة برئ:1987 - ليالي الحلمية (ج1):1987 - علي الزيبق:1985- (رجل الجبايه) - المحروسة 85: 1985 - زهرة من بستان:1985 - الصعود إلى القمة:1985- (فائق) - زهرة والمجهول:1984 - صابر يا عم صابر:1984 | - الخليل بن أحمد الفراهيدي:1984 - الشهد والدموع (ج1):1983- (دكتور) - محمد رسول الله (ج3،5):1982، 1985 - أمي الحبيبة:1982 - الكعبة المشرفة:1981 - سباق الثعالب:1981 - العملاق:1979 - زينب والعرش:1979 - رجل عاش مرتين:1978 - اللسان المر:1976 - مجالس العرب - يا عزيزي كلنا لصوص - لن أخضع لرجل - ليالي الغضب - حكم الزمن - البركان - الأنصار - زمن الحلم الضائع- (معلم) - نداء الفجر - امرأة وثلاثة وجوه - وفاء - عباد الرحمن - فرط الرمان |

### سهرة تلفزيونية
| - ولد وبنت وشايب:1999 - دفتر مواعيد:1999 - تعيش زفتى حرة:1998 - أبناء الغربة:1990 - دولت فهمي التي لم يعرفها أحد:1987 | - زوجة الصياد - الاخوين: - (رئيس المباحث / رأفت عبد اللطيف) - طلقة في الظلام - خيوط الشمس | - الزهور تملأ الحديقة - فارس الأحلام - عبد الله المفتش: - (ضابط مباحث) - حساب قديم: |

### أخرى
- مسرحية بودي جارد:1999 -(القاضي)
- فوازير:المضحكون:1995
- فوازير:أم العريف:1992
- فوازير:عجايب صندوق الدنيا:1991 -(ضيف شرف)
- فوازير:فوازير المناسبات:1988

## روابط أخرى
- صفحة عبد الحميد أنيس على السينما كوم

## روابط خارجية
- عبد الحميد أنيس على موقع IMDb (الإنجليزية)
- عبد الحميد أنيس على موقع الدهليز
- عبد الحميد أنيس على موقع قاعدة بيانات الأفلام العربية